# Károly Takács
Károly Takács (ur. 21 stycznia 1910 w Budapeszcie, zm. 5 stycznia 1976 tamże) – węgierski strzelec, dwukrotny mistrz olimpijski. Medalista mistrzostw świata i Europy, specjalista w strzelaniu z pistoletu.

## Życiorys
W młodości uprawiał m.in. narciarstwo oraz podnoszenie ciężarów. Ostatecznie wybrał jednak strzelectwo i strzelanie z pistoletu. W 1936 roku był już dobrym strzelcem, nie otrzymał jednak nominacji na Letnie Igrzyska Olimpijskie 1936, gdyż startować w nich mogli jedynie oficerowie.
W 1938 był członkiem reprezentacji Węgier w strzelectwie, posiadał wówczas wojskowy stopień sierżanta. W tymże roku podczas ćwiczeń wojskowych granat urwał mu prawą dłoń, w której zwykł trzymać pistolet. Spędził on miesiąc w szpitalu, a po opuszczeniu go zaczął ćwiczyć strzelanie lewą ręką, którą wcześniej nie strzelał. W 1939 roku zdobył mistrzostwo Węgier w strzelaniu z pistoletu i ponownie został członkiem kadry węgierskiej. W tym samym roku udało mu się zdobyć nawet tytuł mistrza świata. Po wielu latach zdobył indywidualnie dwa złote medale olimpijskie w konkurencji pistoletu szybkostrzelnego (1948, 1952).
Za faworyta zawodów w Londynie uznawany był Argentyńczyk Carlos Enrique Díaz, ówczesny mistrz świata i posiadacz rekordu świata. Strzelający lewą ręką Węgier zdobył złoto olimpijskie i pobił rekord świata o dziesięć punktów. Cztery lata później obronił tytuł mistrzowski, zaś w Melbourne w 1956 nie zdobył medalu (zajął ósme miejsce).
Był jednym z pierwszych niepełnosprawnych sportowców uczestniczących w igrzyskach olimpijskich. Nie był jednak pierwszym niepełnosprawnym Węgrem, gdyż już na igrzyskach w Amsterdamie w 1928 roku wystąpił Olivér Halassy, któremu w wieku ośmiu lat amputowano dolną część lewej nogi (przejechał go tramwaj).
Takács jest trzykrotnym medalistą mistrzostw świata. W dorobku ma jeden złoty i dwa brązowe medale. Zdobył także jeden brąz na mistrzostwach Europy.
Węgier był 35-krotnym mistrzem kraju. Takács zajmował się też trenowaniem młodzieży, jednym z jego najlepszych podopiecznych był Szilárd Kun, który uplasował się tuż za Takácsem podczas igrzysk w Helsinkach.
Ostatecznie Takács zakończył służbę wojskową w stopniu podpułkownika.

## Osiągnięcia

### Wyniki olimpijskie
| Igrzyska | Konkurencja                   | Wynik                 | Miejsce   | Źródło |
| -------- | ----------------------------- | --------------------- | --------- | ------ |
| IO 1948  | Pistolet szybkostrzelny, 25 m | 580 punktów (286-294) | 1 (na 59) | [ 8 ]  |
| IO 1952  | Pistolet szybkostrzelny, 25 m | 579 punktów (287-292) | 1 (na 53) | [ 7 ]  |
| IO 1956  | Pistolet szybkostrzelny, 25 m | 575 punktów (285-290) | 8 (na 35) | [ 9 ]  |

### Medale na mistrzostwach świata
Opracowano na podstawie materiału źródłowego:
| Mistrzostwa  | Konkurencja                              | Wynik                | Miejsce |
| ------------ | ---------------------------------------- | -------------------- | ------- |
| Lucerna 1939 | Pistolet szybkostrzelny, 25 m, drużynowo | 269 punktów (druż.)  | 1       |
| Moskwa 1958  | Pistolet centralnego zapłonu, 25 m       | 585 punktów          | 3       |
| Moskwa 1958  | Pistolet szybkostrzelny, 25 m, drużynowo | 2317 punktów (druż.) | 3       |

### Medale na mistrzostwach Europy
Opracowano na podstawie materiału źródłowego:
| Mistrzostwa    | Konkurencja                       | Wynik       | Miejsce |
| -------------- | --------------------------------- | ----------- | ------- |
| Bukareszt 1955 | Pistolet dowolny, 50 m, drużynowo | brak danych | 3       |